# سيباستيان باير
سيباستيان باير (بالألمانية: Sebastian Bayer)‏ هو منافس ألعاب قوى ألماني، ولد في 11 يونيو 1986 في شاختاي في روسيا.

## وصلات خارجية
- سيباستيان باير على موقع الاتحاد الدولي لألعاب القوى (الإنجليزية)
- سيباستيان باير على موقع الاتحاد الألماني لألعاب القوى (الألمانية)
- سيباستيان باير على موقع الدوري الماسي (الإنجليزية)
- سيباستيان باير على موقع أوليمبيديا (الإنجليزية)
- سيباستيان باير على موقع اللجنة الأولمبية الألمانية (الألمانية)